# ミッシェル・ルー＝スピッツ
ミッシェル・ルー＝スピッツ（Michel Roux-Spitz、1888年6月13日 - 1957年7月15日）は、フランスの建築家。
1888年生まれ。リヨン出身で、リヨン国立高等美術学校時代にトニー・ガルニエに師事。その後エコール・デ・ボザールに進学し、ルワーラとネローのアトリエに所属、1920年、ローマ大賞、1942年から2年間、トゥルノンの後任としてボザール建築論の教授を務める。
パリに建設した一連のアパートで張り出し窓を丹念にまとめ、広い開口部と幾何学模様による詳細な様式は独特の形状を生み出し、内部はアールデコ風の装飾を施し、パリの典型的な20年代アパートにみられている。その後は古典的な傾向もみせるが常に機能性を重んじ、近代建築運動に理解を示してボザールの教育システムの改革にも熱意を燃やしたが受け入れられずに2年で辞職している。

## 代表作品
- 医科学校、リヨン　1924年から1929年
- クロワ・ルス市民会館、リヨン、1924年から1929年
- ギヌメール街のアパルト、パリ、1925年
- オルセー河岸のアパルト、パリ、1928年から1932年
- 大学都市街芸術家の集合住宅、パリ、1930年から1931年
- アンリ・マルタン街の集合住宅、パリ、1930年から1931年
- モンパルナス大通のアパルト、パリ、1930年から1931年
- 国立陶芸学校、セーブル　1933年
- 社会教育センター、リヨン　1932年
- 郵便小切手センター、パリ　1935年
- リヨン中央郵便局、1935年から1938年
- 国立図書館増築、パリ、1938年から1945年